# Conopophaga cearae
A Conopophaga cearae a madarak osztályának verébalakúak (Passeriformes) rendjébe és a szúnyogevőfélék (Conopophagidae) családjába tartozó faj.

## Rendszerezése
A fajt Charles B. Cory amerikai ornitológus írta le 1916-ban, a vörhenyes szúnyogevő (Conopophaga lineata) alfajaként, Conopophaga lineata cearae néven.

## Előfordulása
Brazília keleti részén honos. Természetes élőhelyei a szubtrópusi és trópusi síkvidéki és hegyi esőerdők, száraz erdők és cserjések.

## Természetvédelmi helyzete
Az elterjedési területe nagyon nagy, egyedszáma pedig stabil. A Természetvédelmi Világszövetség Vörös listáján nem fenyegetett fajként szerepel.